# Virginia Slims of Newport 1972
Virginia Slims of Newport 1972, — жіночий тенісний турнір, що проходив на відкритих кортах з трав'яним покриттям Newport Casino в Ньюпорті (США). Належав до Світової чемпіонської серії Вірджинії Слімс 1972. Турнір відбувся вдруге і тривав з 22 серпня до 26 серпня 1972 року. Шоста сіяна Маргарет Корт здобула титул в одиночному розряді й заробила 3,4 тис. доларів.

## Фінальна частина

### Одиночний розряд
Маргарет Корт —  Біллі Джин Кінг 6–4, 6–1

### Парний розряд
Маргарет Корт /  Леслі Гант —  Розмарі Касалс /  Біллі Джин Кінг 6–2, 6–2

## Розподіл призових грошей
| Дисципліна       | П      | F      | 3-тє   | 4-те   | ЧФ   | 1/8  | 1/16 |
| Одиночний розряд | $3,400 | $2,000 | $1,600 | $1,300 | $750 | $350 | $150 |